# Edgar Hanfstaengl
Edgar Hanfstaengl, né à Munich le 15 juillet 1842 et mort dans la même ville le 28 mai 1910, est un photographe et éditeur allemand.

## Biographie

### Origines
Fils benjamin de Franz Hanfstaengl (1804-1877), photographe de la cour de Bavière et de Franziska Weiberger (1809-1860), Edgar Hanfstaengl étudia le commerce de gros à Stettin et à Londres. Au début des années 1860, il se rend en Asie parfaire sa formation commerciale et ne revient qu'au début du mois de janvier 1867.  Son père le nomme responsable de la boutique.

### La princesse de Bavière
Le 25 janvier 1867, Edgar reçoit dans sa boutique la duchesse Sophie-Charlotte en Bavière. Fille du duc Maximilien en Bavière, sœur cadette de l'impératrice d'Autriche et de la reine des Deux-Siciles, la jeune princesse vient de se fiancer à son cousin, le roi Louis II (roi de Bavière). Edgar est chargé d'effectuer les photographies officielles qui présenteront la future reine de Bavière au monde. Le photographe se doit également d'apporter les clichés au château de Possenhofen, résidence du duc de Bavière, père de la fiancée royale. La duchesse Sophie-Charlotte est une charmante jeune fille éprise d'absolu, mélomane et timide, décontenancée par le comportement étrange de son fiancé, qui lui montre peu d'empressement et passe sans crier gare de l'exaltation à la froideur. Peu à peu, le photographe et la princesse nouent une idylle qui, si elle reste inconnue du public, sera peut être une des causes de la rupture des fiançailles. De son côté, le roi de Bavière, conscient des tendances homosexuelles contre lesquelles il lutte, s'estime inapte à la vie conjugale et repousse plusieurs fois la date de ses noces à la grande surprise de sa cour, de son peuple, de l'Europe et au grand mécontentement des parents de sa fiancée. Le duc Max en Bavière intervient. Se drapant dans une dignité outragée, le roi de Bavière rompt ses fiançailles. Edgar et Sophie renoncent l'un à l'autre. Le scandale a été évité de justesse. Dès l'année suivante, Sophie-Charlotte épouse un prince Français en exil et s'installe dans le Tyrol Autrichien.  Elle trouvera en 1897 à Paris, dans l'incendie du Bazar de la Charité, une mort héroïque. De la relation de la princesse et du photographe ne resteront que cinq lettres qu'Erna Hanfstaengl trouvera après la mort de son père dans une enveloppe intimant l'ordre de les brûler sans les lire. Ces volontés ne seront pas respectées. Servant l'histoire, Erna Hanfstaengl les fera publier en 1980 peu avant sa mort.

### Vie de famille
Edgar Hanfstaengl fonde une maison d'édition qui connaît un rapide succès. Il ne se mariera qu'en 1882 avec Katharina Wilhelmina Heine, née à Berlin en 1859 et qui mourra en 1945 dans une famille d'officiers américains. Le couple aura plusieurs enfants : 
- Edgar (1883-1958) ;
- Egon (1884-tombé au champ d'honneur en 1915) ;
- Erna (1885-1981) ;
- Ernst (1887-1975) ;
- Erwin (1888-tombé au champ d'honneur en 1915).

Edgar Hanfstaengl meurt le 28 mai 1910 à Munich. 